# Demokratik Toplum Partisi
Die Demokratik Toplum Partisi (kurdisch Partiya Civaka Demokratîk, deutsch Partei der demokratischen Gesellschaft), DTP, war eine politische Partei in der Republik Türkei. Die DTP bezeichnete sich selbst als eine Partei, die sich für die nationale Anerkennung der Kurden einsetzt.
Sie wurde am 24. Oktober 2005 gegründet und am 11. Dezember 2009 – aufgrund ihrer Beziehungen und Nähe zu der PKK – durch Entscheid des Verfassungsgerichts verboten.

## Geschichte
Die DTP ging aus der Bewegung für eine Demokratische Gesellschaft (Demokratik Toplum Hareketi, DTH) hervor. Mit der Gründung der Partei schlossen sich führende kurdische Politiker der Türkei zusammen, darunter Leyla Zana, Orhan Doğan und Ahmet Türk, vorher Abgeordneter der CHP. Die DTP besaß Beobachterstatus in der Sozialistischen Internationale.
Zum Vorsitzenden der Partei wurde im Sommer 2006 Ahmet Türk gewählt, jedoch trat er vor den Parlamentswahlen 2007 aus der Partei aus, um als unabhängiger Kandidat an den Wahlen teilzunehmen (zur Umgehung der in der Türkei geltenden 10%-Sperrklausel für Parteien), um anschließend wieder einzutreten. Sein Nachfolger wurde Nurettin Demirtaş, der Bruder von Selahattin Demirtaş. Nurettin Demirtaş wurde 2007 wegen einer gefälschten Untauglichkeitsbescheinigung für den Wehrdienst angeklagt. Daraufhin musste er seinen Wehrdienst nachholen und trat deswegen vom Vorsitz zurück. Seit dem 20. Juli 2008 war Ahmet Türk wieder Vorsitzender der Partei. Auf einem Sonderparteitag der DTP am 4. Oktober 2009 in Ankara wurde Ahmet Türk mit 651 von 654 Stimmen als Vorsitzender bestätigt. Der Sonderparteitag wurde nötig, weil 54 der 80 Mitglieder im Parteirat der DTP wegen angeblicher Mitgliedschaft in der PKK verhaftet wurden.
Die DTP war mit 21 Abgeordneten in der Großen Nationalversammlung der Türkei vertreten (Stand: 5. September 2008).

## Wahlergebnisse

### Parlamentswahlen 2007
Für die Parlamentswahlen 2007 entschied sich die DTP auf einem Kongress im Mai 2007 dafür, unabhängige Kandidaten aufzustellen, um so die 10%-Sperrklausel zu umgehen. Zur Wahlstrategie gehörte es, keine amtierenden Bürgermeister kandidieren zu lassen. Ihr Wahlslogan hieß Bin Umut (Tausend Hoffnungen). 66 Kandidaten wurden von ihr aufgestellt. Die DTP erreichte 20 Sitze im Parlament und bildete eine Fraktion.

### Kommunalwahlen 2009
Am 29. März 2009 beteiligte sich die DTP bei den türkischen Kommunalwahlen und konnte die Zahl ihrer Bürgermeister, die Gemeinden und Städte verwalten, beinahe verdoppeln: Zählte die Vorgängerpartei der DTP nach den im Jahre 2004 geführten Kommunalwahlen 56 Bürgermeister, so stieg diese Zahl nach den diesjährigen Kommunalwahlen auf 99. Im Osten und dem Südosten des Landes erhielt die DTP die überwiegende Mehrheit der Wählerstimmen. Die Provinzverwaltungen Van, Batman und Siirt, welche zuvor unter der Führung der Regierungspartei AKP standen, gingen (wieder zurück) an die DTP. In der Provinz Iğdır, welche an der Grenze zu Armenien liegt und bisweilen von der türkisch-nationalistischen Partei MHP geführt wurde, gewann zur Überraschung vieler die DTP, welche dort erstmals einen Kandidaten für die Kommunalwahlen aufgestellt hatte.

## Aktivitäten der DTP
Am 13. Januar 2007 führten türkische und kurdische Intellektuelle, Politiker und Menschenrechtsaktivisten eine mehrtägige Versammlung unter dem Titel Türkiye Barışını Arıyor Konferansı (Türkisch für Die Türkei sucht ihren Frieden Konferenz) durch, an der auch Vertreter der DTP teilnahmen. Die DTP ist außerdem Mitbegründerin des Vereins Türkiye Barış Meclisi (TBM) (Friedensrat der Türkei), welcher am 1. September 2007 gegründet wurde.
Am 15. Oktober 2007 stimmte die DTP (mit 19 Stimmen) als einzige Partei im türkischen Parlament gegen eine mögliche Intervention des türkischen Militärs in den Nordirak.
Am 8. November 2007 veröffentlichte die DTP eine Roadmap, die durch die 500 Delegierten der Demokratik Toplum Kongresi verfasst wurde und Vorschläge zu einer demokratischen Lösung der Kurdenfrage enthält.
Als Protest gegen die Militäroperationen der türkischen Armee im Nordirak organisierte die DTP am 4. bis 6. Februar 2008 einen Marsch in die Provinz Şırnak. DTP-Vorsitzende und -Mitglieder aus mehreren Provinzen versammelten sich in Istanbul, von wo aus sie mit Bussen nach Diyarbakır und anschließend nach Şırnak fuhren. In beiden Provinzen wurden Demonstrationen für eine friedliche Lösung der Kurdenfrage abgehalten. Anschließend marschierten tausende mit ihnen in die von den Militäroperationen betroffenen Bergregionen, um dort bis spät in die Nacht gegen die Operation zu demonstrieren. Für den Abend wurden Zelte aufgeschlagen, in denen DTP-Vorsitzende und Demonstranten übernachteten. Die Veranstaltung endete ohne Zwischenfälle.
Am 1. Juni 2008 organisierte das Türkiye Baris Meclisi – darunter auch die DTP als aktives Mitglied – eine Großkundgebung in Istanbul, Kadiköy, mit dem Namen Es reicht: Wir wollen die demokratische Lösung der Kurdenfrage. Am 31. August 2008 wurde im Namen des Weltfriedenstages (1. September) eine weitere Großkundgebung veranstaltet. An beiden Ereignissen beteiligten sich Zehntausende und forderten eine demokratische Lösung der Kurdenfrage. Gastsprecher waren u. a. Abgeordnete der DTP.
Seit September 2008 veranstaltet die DTP in kurdischen und türkischen Städten Kundgebungen mit dem Titel Es reicht: Wir wollen Bildung in unserer Muttersprache, bei denen die Beteiligten – allen voran kurdische Kinder – Bildung in Muttersprache fordern. Bei einigen Kundgebungen wurde als Kostprobe eine Sequenz Kurdischunterricht im Freien angeboten.
2007 warf Abdullah Öcalan die Idee der „demokratischen Autonomie“ (demokratik özerklik projesi) auf. Eine Autonomie für Kurden hatte einst auch Atatürk vorgeschlagen, um sich die Unterstützung der Kurden im Befreiungskrieg zu sichern. Die DTP nahm die Idee des Projekts in ihr Parteiprogramm auf und ließ im Oktober 2008 ein Heft mit dem Titel „Das Projekt der DTP für die demokratische Lösung des Kurdenkonflikts“ (DTP'nin Kürt Sorununa İlişkin Demokratik Çözüm Projesi). Das Projekt sieht die Etablierung von 20 bis 25 Regionalparlamenten vor sowie das etablieren des Kurdischen als Bildungssprache. Das Buch wurde an alle Abgeordneten, Minister sowie Diplomaten per Post verteilt.

## Haltung zur PKK

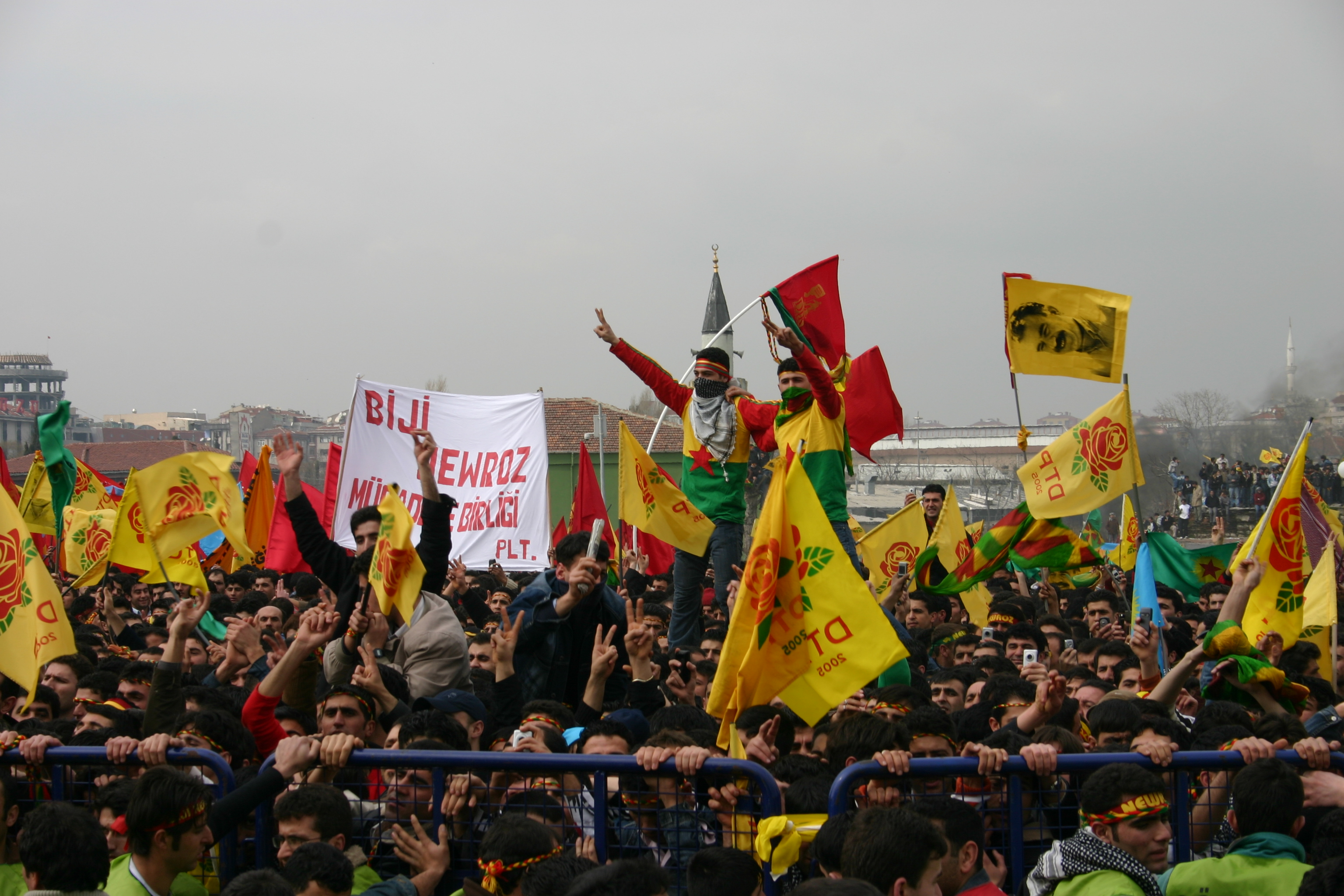
DTP-Anhänger feiern am 19. März 2009 Nouruz in İstanbul mit DTP und Öcalan Flaggen.

Türkische Medien und Politiker werfen der DTP vor, als verlängerter Arm der verbotenen Untergrundorganisation PKK zu agieren und Befehlen des inhaftierten PKK-Vorsitzenden Abdullah Öcalan folge zu leisten. Die DTP weigert sich, die unter anderem von der Europäischen Union, USA und Türkei als Terrororganisation eingestufte PKK, als Terrororganisation zu bezeichnen und fordert stattdessen einen Dialog zwischen Offiziellen der Türkei und der PKK, um so eine angeblich „friedliche Lösung“ der Kurdenfrage ermöglichen zu können.
Nurettin Demirtaş fordert eine Generalamnestie für PKK-Kämpfer. Weiters spricht er sich gegen den Aufruf des irakischen Staatspräsidenten Dschalal Talabani aus, wonach die Terrororganisation PKK die Waffen niederzulegen oder das Land zu verlassen hat. Laut Demirtaş verberge sich ein US-Plan dahinter.
Die unter der Führung der DTP stehenden Stadtverwaltungen unterstützen regelmäßig Beerdigungs- und Kondolenzfeiern, die von der örtlichen Bevölkerung aus für Hinterbliebene von getöteten PKK-Terroristen organisiert werden.

### Offizielles Statement
Der Vertreter der DTP in Van Veysi Dilekçi äußerte bei einem Besuch des Vertreters der Adalet ve Kalkınma Partisi (AKP) Mustafa Bilici zum Konflikt mit der PKK:
„Die PKK ist eine Realität des Landes, das müssen wir akzeptieren. Wir haben keine organisatorische Verbindung zur PKK, sondern eine emotionale. Denn in diesem Land leben Familien, deren Angehörige Militante (Terroristen) der PKK sind. Natürlich haben diese Mütter, Väter und Brüder eine politische Meinung. Wenn diese Menschen die DTP bevorzugen, so haben wir eine Verbindung zur PKK. PKK-Milizen sind Kinder dieses Landes. Der Staat muss dafür eine Lösung finden. Unsere Partei wird unter Druck gehalten und isoliert. Wir fordern, dass sich die Regierung zu dem Waffenstillstandsangebot und dem Friedensaufruf der PKK äußert.“
Emine Ayna, Co-Vorsitzende der DTP, sagte in einem Interview über die PKK, ihre Partei verleugne die PKK nicht und sehe sie auch nicht als Terrororganisation. In einem weiteren Interview begründet sie diese Haltung wie folgt:

„Wenn sie (die Türkei, EU und die USA) Terror gleichsetzen mit militärischem Kampf für Rechte, hätten sie auch Nordiraks Kurdenparteien, die gegen Saddam kämpften, als Terroristen bezeichnen müssen.“

## Verbotsverfahren

### Kurdischverbot für Politiker
Laut Art. 81 lit. c) des Gesetzes Nr. 2820 dürfen politische Parteien keine andere Sprache gebrauchen als Türkisch. Am 24. Februar 2009 sprach Ahmet Türk, Vorsitzender der DTP, während seiner Parlamentsrede auf Kurdisch. Die Übertragung auf dem Parlamentssender wurde daraufhin mit der Begründung der Verfassungswidrigkeit eingestellt. Dagegen wehrte sich Ahmet Türk, selber Kurde, mit folgenden Worten:

„Wenn ein staatliches Fernsehprogramm in Kurdisch sendet und Ministerpräsident Erdoğan bei seinen Wahlauftritten im Südosten des Landes kurdische Sätze sagt, warum dürfen wir nicht Kurdisch reden?“

Im Jahr 1991 fügte die kurdische Abgeordnete Leyla Zana der türkisch gesprochenen Eidesformel im Parlament einen Satz auf Kurdisch hinzu: „Ich werde mich dafür einsetzen, dass das kurdische und das türkische Volk zusammen in einem demokratischen Rahmen leben können.“ Zana wurde 1994 wegen Landesverrats zu 15 Jahren Haft verurteilt und nach zehn Jahren aus der Haft entlassen.

### Prozesse
Am 17. Dezember 2007 wurde der Vorsitzende der DTP Nurettin Demirtaş wegen einer gefälschten Wehruntauglichkeitsbescheinigung festgenommen. Demirtaş trat in der Folge von seinem Amt zurück und wurde ein halbes Jahr später zu einer Haftstrafe von einem Jahr verurteilt.
56 Bürgermeister der DTP baten per Bittschrift den Ministerpräsidenten von Dänemark, Anders Fogh Rasmussen, den Fernsehsender Roj TV, dem Nähe zur kurdischen Untergrundorganisation PKK vorgeworfen wird, nicht zu schließen. Daraufhin wurde ein Gerichtsverfahren gegen die kurdischen Bürgermeister eingeleitet. Insgesamt 53 der angeklagten Bürgermeister wurden im April 2008 zu Geldstrafen verurteilt.
Abdullah Demirbaş, Mitglied der DTP und Bürgermeister von Sur (in Diyarbakır), bot kommunale Dienste auch in kurdischer Sprache an und wurde per Entscheidung des 8. Senats des Verwaltungsgerichtshofs der Türkei (Danıştay) seines Amtes enthoben.
Am 20. März 2008 begann das Gerichtsverfahren gegen den Vorsitzenden der DTP Nurettin Demirtaş und den Bürgermeister von Dicle Abdullah Akengin. In der Anklageschrift wurde ihnen vorgeworfen, während einer Parteiveranstaltung im November 2007 Propaganda für die PKK gemacht zu haben.

### Parteiverbot
Am 16. November 2007 beantragte der Generalstaatsanwalt beim Kassationshof, Abdurrahman Yalçınkaya, ein Verbot der DTP durch das nach Art. 98, 103 des Gesetzes Nr. 2820 zuständige Verfassungsgericht.
Der Partei wurde vorgeworfen, durch ihre Aktivitäten und Erklärungen gegen die in Art. 68 Abs. 4 der Verfassung i. V. m. Art. 101 lit. a, b des Gesetzes Nr. 2820 normierte Unabhängigkeit des Staates sowie gegen die unteilbare Einheit von Staatsgebiet und Staatsvolk und die nationale Souveränität wie auch gegen die Prinzipien der demokratischen und laizistischen Republik zu verstoßen. Die Partei sei, wie Art. 69 Abs. 6 fordert, ein Brennpunkt solcher verfassungswidrigen Aktivitäten gewesen.
Zudem wurde gegen 221 Mitglieder, darunter acht Abgeordnete, ein Politikverbot gem. Art. 69 Abs. 9 i. V. m. Art. 95 des Gesetzes Nr. 2820 beantragt. Das bedeutet, dass diese Personen im Falle einer Verurteilung für fünf Jahre „weder Gründer, noch Mitglied, noch Mitglied des Vorstands oder des Aufsichtsorgans einer Partei werden“ dürfen.
Dem Verbot mussten sieben der elf ordentlichen Mitglieder des Verfassungsgerichts zustimmen, damit es rechtskräftig wurde. Am 11. Dezember 2009 gab Haşim Kılıç, der Präsident des Verfassungsgerichts, die einstimmige Schließung der Partei bekannt. Die juristische Persönlichkeit der Partei endete an diesem Tag (vgl. Art. 109 Abs. 3 i. V. m. Art. 3 des Gesetzes Nr. 2820).
36 Parteimitglieder und ein Nichtmitglied, darunter Abdulkadir Fırat, Ahmet Ay, Ahmet Türk, Ali Bozan, Ayhan Karabulut, Aysel Tuğluk, Cemal Kuhak, Fettah Dadaş, Hatice Adıbelle, Hilmi Aydoğdu, İbrahim Sunkur, Kemal Aktaş, Orhan Miroğlu, Metin Tekçe, Murat Ağcı, Nurettin Demirtaş und Selim Sadak (Bürgermeister von Siirt) wurden mit einem fünfjährigen Politikverbot belegt, das ab der Veröffentlichung des Urteils im Amtsblatt der Republik Türkei gilt (Art. 95, S. 2 des Gesetzes Nr. 2820). Leyla Zana, die kein Mitglied der DTP ist, wurde ebenfalls mit einem Politikverbot belegt, wie auch ihre Äußerungen zur Urteilsbegründung herangezogen wurden. Ein weiteres Politikverbot erteilte das Verfassungsgericht Abdullah İsnaç als vermeintlichem Führungskader der DTP Şirnak, İsnaç war zwar DTP-Mitglied und Angestellter der Gemeinde Şirnak, übte jedoch nie ein Parteiamt aus. Zudem wurden Ahmet Türk und Aysel Tuğluk ihre Mandate in der Großen Nationalversammlung der Türkei aberkannt. Die übrigen 19 Abgeordneten der DTP behalten ihr Mandat, womit die Anzahl der unabhängigen Abgeordneten um 19 anstieg.
Ende Dezember 2009 traten die ehemaligen Abgeordneten der DTP der BDP bei und gründeten mit dem unabhängigen Abgeordneten Mehmet Ufuk Uras eine Fraktion.

### Europäischer Gerichtshof für Menschenrechte
Am 12. Oktober 2015 entschied der Europäische Gerichtshof für Menschenrechte (EGMR), dass die Türkei die DTP nicht hätte verbieten dürfen. Er verurteilte die Türkei dazu, Ahmet Türk und Aysel Tuğluk insgesamt 67.000 Euro Schadensersatz zu zahlen. In ihrem einstimmigen Urteil kritisierten die sieben Richter die „extreme Strenge“ des türkischen Verfassungsgerichts. Das Verfassungsgericht hätte auch mildere Strafen verhängen können, beispielsweise die Kürzung staatlicher Finanzhilfen, befanden die Richter. Zur Behauptung der türkischen Regierung, die DTP habe eine „wirkliche Gefahr für die verfassungsmäßige Ordnung“ dargestellt, verwies der Gerichtshof auf das Parteiprogramm der DTP, in dem jede Gewalt abgelehnt worden sei. Ziel der Partei sei es gewesen, eine friedliche Lösung des Konflikts zwischen Kurden und der türkischen Regierung zu erreichen. Die Türkei müsse in zukünftigen Fällen daher genauer prüfen, ob ein Parteienverbot tatsächlich erforderlich ist, so der EGMR.

## Übergriffe
Wegen Ressentiments der Bevölkerung gegen die PKK kam es zu Übergriffen auf Parteigebäude der DTP. Am 3. Oktober 2007 wurde auf die Parteizentrale der DTP in Ankara geschossen. Niemand wurde verletzt, der Täter wurde noch in den Abendstunden desselben Tages verhaftet. Es folgten weitere bewaffnete Übergriffe gegen Parteizentralen der DTP (unter anderem in Istanbul und İskenderun). Die DTP veröffentlichte am 5. Oktober zu den bewaffneten Übergriffen eine Presseerklärung. Selma Irmak äußerte sich besorgt zu den Vorfällen und bedauerte, dass ihre Partei zur Zielscheibe der Medien und der Allgemeinheit gemacht werde.
Am 27. April 2008 organisierte die DTP in der Provinz Sakarya eine Abendveranstaltung mit dem Titel Frieden und Brüderlichkeit. Eine Gruppe von ca. 100 türkischen Nationalisten versuchte, den Saal zu stürmen. Die Feiernden waren für mehr als fünf Stunden im Saal gefangen, weswegen elf Personen Kreislaufprobleme bekamen. Ein Mann erlitt einen Herzinfarkt und verstarb kurz darauf im Krankenhaus.
Kaum eine Woche später stürmten Unbekannte in der Nacht auf den 6. Mai 2008 das DTP-Parteibüro in Izmir und setzten es in Brand.